# Expert Opinion on Therapeutic Patents
Expert Opinion on Therapeutic Patents, abgekürzt Expert Opin. Ther. Patents, ist eine wissenschaftliche Fachzeitschrift, die vom Taylor & Francis-Verlag veröffentlicht wird. Die Zeitschrift wurde 1991 unter dem Namen Current Opinion in Therapeutic Patents gegründet und erhielt den derzeitigen Namen im Jahr 1994. Sie erscheint mit zwölf Ausgaben im Jahr. Es werden Übersichtsarbeiten veröffentlicht, die sich mit Patentanmeldungen auf Verbindungen mit therapeutischem Potenzial sowie mit Fragen des geistigen Eigentums beschäftigen.
Der Impact Factor lag im Jahr 2014 bei 4,297. Nach der Statistik des ISI Web of Knowledge wird das Journal mit diesem Impact Factor in der Kategorie medizinische Chemie an fünfter Stelle von 59 Zeitschriften und in der Kategorie Pharmakologie und Pharmazie an 33. Stelle von 254 Zeitschriften geführt.